# Deine Elstern
Deine Elstern ist eine EP des gleichnamigen Hip-Hop-Projekts, bestehend aus Sookee und Kobito, die am 4. September 2010 erschien.

## Entstehung
Einige Jahre nach Erscheinen ihres Debütalbums Kopf Herz Arsch hatte Sookee die Hip-Hop-Formation Schlagzeiln, der Kobito angehört, kennengelernt. Bereits 2009 war Sookee auf dem Stück Deswegen sag ich nichts mehr auf dem Schlagzeiln-Album Der Complex Gastrapperin, umgekehrt war Kobito auf ihrem jüngsten Album Quing, das Anfang 2010 erschien, auf dem Stück Release als Gast vertreten.
In der Folgezeit entschlossen sich beide Künstler dazu, ein gemeinsames Musikprojekt zu starten, das den Namen Deine Elstern trägt. Dazu äußerten sich die beiden über MySpace.

„Sookee und Kobito - beide viel unterwegs gewesen und viel gearbeitet, gute Freunde geworden und teilen sich eine Stammkneipe. Dann die Unendlichkeit der Möglichkeiten erkannt und die Köpfe zusammen gesteckt, herausgekommen ist die EP namens ‚Deine Elstern‘.
Diese ist als ein Anfang zu verstehen, ein erstes Lebenszeichen von einer Kombo, die sich gut fühlt und weitermachen will.
Sookee und Kobito werden weiterhin unter dem Namen ‚Deine Elstern‘ arbeiten und hoffentlich bald ein Album produzieren.“

Alle Texte zu EP stammen von den beiden Künstlern. Die Aufnahmen fanden im Studio von LeijiONE im Juli 2010 statt. Lediglich bei Augen zu wurden einige Spuren im Trixx Studio aufgenommen. Neben LeijiOne waren MisterMo, Spence, Beat 2.0 und MajusBeats als Produzenten an dem Album beteiligt. Die EP mit insgesamt sechs Liedern erschien im September 2010 über Springstoff.
Ein weiteres Werk von Deine Elstern ist seitdem nicht erschienen, jedoch treten die beiden Künstler weiterhin gemeinsam auf und sind Teil des Szene-Kollektivs Ticktickboom.

## Musikstil und Texte
Musikalisch handelt es sich stark von der elektronischen Musik beeinflusster Hip-Hop mit dem Einsatz von sphärischen Synthesizern. Verwendet werden Stilelemente des Techno und des Dubstep. Im Gegensatz zu den sonstigen Arbeiten der Künstler handeln die Texte der EP mehr von persönlichen Alltagsthemen und haben wenig politische Inhalte.

## Singleauskopplung
Zu Augen zu wurde ein Musikvideo gedreht, das am 20. Januar 2011 auf Rap.de seine Premiere feierte. Das Lied handelt von einer durchgefeierten Nacht und den damit verbundenen Müdigkeitserscheinungen. Der Song erregte in der politischen Hip-Hop-Szene Aufmerksamkeit und erschien schließlich auch als Split-Maxi-LP auf Audiolith. Auf der Split-Seite ist das Lied Durch diese Nächte von Herrenmagazin feat. Frittenbude.

## Gestaltung
Auf dem Cover sind zwei Elstern, deren Blicke nach rechts gerichtet sind, zu sehen, die auf einem Maschendrahtzaun sitzen. Die eine Elster trägt ein schwarz-gelbes Federkleid und steht für Kobito, die andere schwarz-violette Federn und repräsentiert damit Sookee. Sookee verwendet lila/violett als Symbolfarbe für ihre Musik. Der Hintergrund ist hellbraun und erinnert an eine Pinnwand oder an eine untapezierte Wand. Oben steht in schwarzen Druckbuchstaben DEINE ELSTERN, unmittelbar darunter in etwas kleinerer Schrift KOBITO & SOOKEE.
Auf der Rückseite stehen in der Tracklist vor den Namen der Stücke jeweils Uhrzeiten von 07:17 Uhr bis 05:08 Uhr.

## Rezeption
Klaus Buchholz von Thegap.at hob die Stücke Augen zu mit seinen nachdenklichen Reimen und dem treibenden Beat hervor, sowie die beiden Tracks Inschrift und Shake Your Under_line.

„Der Rest ist eher HipHop-Standard, aber auf sehr solidem textlichem und technischem Niveau.“

Auch im Punkrock-Fanzine Proud to be Punk wurde das Album besprochen:

„Insgesamt betrachtet liefern sie ein cooles Duo ab, das einen angenehm stressfreien, von den Lyrics her doch recht ästhetischen Soundtrack zum Abhängen und Seele baumeln lassen in die Welt gesetzt hat.“